# Le petit gnome
Le petit gnome ist ein französischer Sprachkurs in Form einer 6-teiligen Fernsehserie, der für das Schulfernsehen des SWR Fernsehens (Planet Schule) produziert wurde und sich an Kinder der Grundschule im Alter von 6 bis 12 Jahren im 1. bis 2. Lernjahr Französisch richtet.

## Handlung
Die Fernsehreihe handelt von einem kleinen Gnom, der mit seinen Tieren im Wohnmobil durch Frankreich reist, um Freunde zu gewinnen. Dabei treffen sie auf Personen, die verschiedene Beruf ausüben.

## Folgen
1. Le petit gnome et le pêcheur
2. Le petit gnome et le cuisinier
3. Le petit gnome et la jeune fille
4. Le petit gnome et le gendarme
5. Le petit gnome et le couturier
6. Le petit gnome et Madame le Docteur

## DVD-ROM
enthält die sechs Folgen von Le petit gnome (6 × 15 Minuten), Handreichungen und Materialien für den Unterricht, Schüler-Arbeitsblätter sowie eine interaktive CD-ROM.